# نيكولاوس شميت
نيكولاوس شميت (بالألمانية: Nicolaus Schmidt)‏ هو مصور ومؤرخ ورسام ألماني، ولد في 1953 في آرنيس في ألمانيا.